# Wahlkreis Aberdeenshire West
| Aberdeenshire West                       |
| ---------------------------------------- |
| Aberdeenshire West · North East Scotland |
| Gebildet                                 |
| 2011                                     |
| Abgeordneter                             |
| Alexander Burnett (Conservative)         |
| Regionen                                 |
| Aberdeenshire                            |

Aberdeenshire West ist ein Wahlkreis für das Schottische Parlament. Er wurde 2011 als einer von zehn Wahlkreisen der Wahlregion North East Scotland eingeführt, die im Zuge der Revision der Wahlkreise im Jahre 2011 neu zugeschnitten und von neun auf zehn Wahlkreise erweitert wurde. Hierbei wurde der Wahlkreis Aberdeenshire West aus Gebieten der ehemaligen Wahlkreise Gordon und West Aberdeenshire and Kincardine gebildet. Er umfasst westliche Gebiete der Council Area Aberdeenshire mit den Städten Ballater, Banchory und Huntly. Der Wahlkreis entsendet einen Abgeordneten.
Der Wahlkreis erstreckt sich über eine Fläche von 3526,6 km2. Im Jahre 2020 lebten 76.124 Personen innerhalb seiner Grenzen.

## Wahlergebnisse

### Parlamentswahl 2011
| Ergebnisse der Parlamentswahl 2011 | Ergebnisse der Parlamentswahl 2011 | Ergebnisse der Parlamentswahl 2011 | Ergebnisse der Parlamentswahl 2011 |
| Partei                             | Kandidat                           | Stimmen                            | %                                  |
| ---------------------------------- | ---------------------------------- | ---------------------------------- | ---------------------------------- |
| SNP                                | Dennis Robertson                   | 12.186                             | 42,6                               |
| Liberal Democrats                  | Mike Rumbles                       | 8074                               | 28,2                               |
| Conservative                       | Nanette Milne                      | 6027                               | 21,1                               |
| Labour                             | Jean Morrison                      | 2349                               | 8,2                                |
| Wahlbeteiligung: 28.636 (53,25 %)  |                                    |                                    |                                    |

### Parlamentswahl 2016
| Ergebnisse der Parlamentswahl 2016 | Ergebnisse der Parlamentswahl 2016 | Ergebnisse der Parlamentswahl 2016 | Ergebnisse der Parlamentswahl 2016 | Ergebnisse der Parlamentswahl 2016 |
| Partei                             | Kandidat                           | Stimmen                            | %                                  | ±                                  |
| ---------------------------------- | ---------------------------------- | ---------------------------------- | ---------------------------------- | ---------------------------------- |
| Conservative                       | Alexander Burnett                  | 13.400                             | 38,1                               | +17,0                              |
| SNP                                | Dennis Robertson                   | 12.500                             | 35,5                               | −7,0                               |
| Liberal Democrats                  | Mike Rumbles                       | 7,262                              | 20,6                               | −7,6                               |
| Labour                             | Sarah Duncan                       | 2.036                              | 5,8                                | −2,4                               |
| Wahlbeteiligung: 35.198 (59,1 %)   |                                    |                                    |                                    |                                    |

### Parlamentswahl 2021
| Ergebnisse der Parlamentswahl 2021 | Ergebnisse der Parlamentswahl 2021 | Ergebnisse der Parlamentswahl 2021 | Ergebnisse der Parlamentswahl 2021 | Ergebnisse der Parlamentswahl 2021 |
| Partei                             | Kandidat                           | Stimmen                            | %                                  | ±                                  |
| ---------------------------------- | ---------------------------------- | ---------------------------------- | ---------------------------------- | ---------------------------------- |
| Conservative                       | Alexander Burnett                  | 19.709                             | 47,2                               | +9,1                               |
| SNP                                | Fergus Mutch                       | 16.319                             | 39,1                               | +3,6                               |
| Liberal Democrats                  | Rosemary Bruce                     | 3.363                              | 8,1                                | −12,5                              |
| Labour                             | Andy Brown                         | 2.382                              | 5,7                                | −0,1                               |
| Wahlbeteiligung: 70 %              |                                    |                                    |                                    |                                    |